# (16693) Moseley
(16693) Moseley  es un asteroide perteneciente al cinturón de asteroides, descubierto el 26 de diciembre de 1994 por David J. Asher desde el Observatorio de Siding Spring, en Nueva Gales del Sur, Australia.

## Designación y nombre
Moseley se designó inicialmente como 1994 YC2.
Más adelante fue nombrado en honor al editor y astrónomo irlandés Terence J. C. A. Moseley (n. 1946).

## Características orbitales
Moseley orbita a una distancia media del Sol de 2,6566 ua, pudiendo acercarse hasta 2,1698 ua y alejarse hasta 3,1434 ua. Tiene una excentricidad de 0,1832 y una inclinación orbital de 11,2559° grados. Emplea en completar una órbita alrededor del Sol 1581 días.

## Características físicas
Su magnitud absoluta es 13,8. Tiene 5,485 km de diámetro. Su albedo se estima en 0,234.